# Целер
Целер (лат. Apium graveolens) је двогодишња зељаста биљка из фамилије штитоноша (Apiaceae). Расте самоникло на влажним ливадама, мочварним местима и приобалном подручју, поред бара и изворишта, као и на сланом тлу. Може се наћи од Британских острва до Средоземља, а има га и у северној Африци и Азији, све до Индије.

## Опис

### Култивисани целер
Култивисани целер расте до 1 метра висине, с меснатим и вретенастим кореном, који понекад може бити и гомољаст. Стабљика му је разграната. Тамнозелени и сјајни листови, дужине 3-6 cm и 2-4 cm ширине, су велики и перасто раздељени, док су листићи клинастог облика, горе урезани и назубљени. Кугласти плод је ребраст и 2-3 mm у пречнику. Узгаја се и у баштама.
| Култивар      | Слика | Име                              |
| ------------- | ----- | -------------------------------- |
| Целер         |       | Apium graveolens вар. graveolens |
| Корен целера  |       | Apium graveolens вар. rapaceum   |
| Лиснати целер |       | Apium graveolens вар. secalinum  |

### Дивљи целер
Дивљи целер, Apium graveolens варијација graveolens, нарасте до висине од 1 м. Јавља се широм света. Сматра се да се прво појавио у медитеранском региону, где су природна станишта била слана и влажна, или мочварна тла и у близини обале, где је целер растао у биљним заједницама са agropyro-rumicion.
Северно од Алпа дивљи целер се налази само у подножју на подлози са малим садржајем соли. Одговара му влажна, блатна и храњива подлога. Не може се наћи у Аустрији и све је ређи у Немачкој.

## Таксономима
Целер је описао Карл Лине у првом тому од његових дела Species Plantarum 1753. године.

## Узгој и употреба
Биљка се узгаја из семена, посађеног у расадницима или отвореним баштама, у зависности од годишњег доба, и након неколико проређивања, при висини од 15-20 cm, спремна је за пресађивање. Тражи хумовиту земљу са великим капацитетом за воду. За расаднице се сеје почетком априла у топлу гредицу. Семе се не покрива земљом, него се само дашчицом утисне. На отворено се пресади од средине маја до средине јуна, када је нарасло 6 - 7 листова. Непосредно пре пресађивања саднице се добро залију. Ради бољег примања одреже се доња трећина корена и врхови лишћа. Садити треба тачно на ону дубину на којој је расадница расла.
У прошлости, целер је узгајан као биљка за јесен и рано пролеће, због својих антитоксичних дејстава, сматран је тоником за чишћење, након зимског застоја.

### Исхрана
Како обарени тако и свежи целер користи се у јелима и за припрему супе, а семе се употребљава као зачин. Чак и након дугог потапања у воду биљка остаје чврста додајући супи текстуру. На југу Европе целер се ретко бари, и најчешће се употребљава свеж.
Исецкан, целер је један од три зачина који се сматрају светим тројством Louisiana Creole и Cajun cuisine кухиње. Такође једно је од три поврћа (заједно са луком и шаргарепом) која чине француску mirepoix кухињу, као база за сосове и супе.
Корен целера користи се за разне врсте сосева, као зачин за супе, и сиров, изрендан за салату најчешће зачињену мајонезом, павлаком и лимуном. Може се користити и као додатак другим салатама.
Семе целера се употребљава као зачин. Комбинован са сољу се користи алтернатива обичној соли у разним рецептима и коктелима. Користи се да појача арому Bloody Mary коктела, чикашког hot dog-a, и у Old Bay Seasoning мешавини.
Кинески или Оријентални целер има тање стабљике и јачу арому. Ретко се употребљава свеж, већ се додаје супама и јелима.

### Енергетска и нутрициона вредност
Енергетска вредност 100 g целера (коренс лишћем) је мала - износи 14 кцал / 59 кЈ. Од тога је 0,69% протеина, 2,97% угљених хидрата и 0,17% масти.
Изврстан је извор витамина К (29,3 μg, што чини 29% препорученог дневног уноса) и дијеталних влакана (1,6 г/14 кцал или 11,5 г/100 кцал, препоруке су 3 г/100 кцал), а остале потребне минерале витамине садржи у малим количинама.

### Медицина
Читава биљка је благо надражујућа, хранљива, и окрепљујућа; може се исцедити, а сок се употребљава за зглобове и запаљења уринарног тракта, као што су реуматоидни артритис, cystitis, urethritis, малаксалост и смањење стреса.
Семе, које се прикупља након што биљка процвета у другој години, је база за хомеопатски екстракт који се употребљава као диуретик, Верује се да екстракт помаже код чишћења система од токсина, а нарочито је добар код гихта, где се кристали мокраћне киселине сакупљају у зглобовима, и артритиса.
Такође се користи као благи стимулант за варење. Екстракт се може комбиновати са бадемом и сунцокретовим уљем које се затим масажом утрља у артритичне зглобове.
Корен је ефикасни диуретик који се користи за камен у бубрегу. Такође употребљава се као лек за отклањање сметњи при варењу.

## Народна медицина
- Корен целера и семење користе се за лечење благих облика анксиозности и узнемирености, губитка апетита, замора, и кашља.

### Опрез
- Bergapten у семењу може повећати осетљивост на светлост, па уље не треба наносити на јаком сунцу.
- Током трудноће велике количине семена целера могу деловати као стимуланс материце.

## Алергије
Иако већина људи ужива у јелима са целером, мањи број може имати озбиљних алергијских реакција на њега. За људе алергичне на целер, он може довести до фаталног анафилактичког шока. Алерген се не уништава при кувању. Корен биљке садржи више алергена од стабљике. Целер спада у малу групу намирница (предвођену кикирикијем) које могу изазвати јаке алергијске реакције, чак и ако се једе храна која је обрађена са машинама које су претходно коришћене за обраду целера, што отежава избегавање овакве хране. За разлику од алергија на кикирики које преовладавају у САД, алергије на целер су најзаступљеније у Централној Европи.

## Историја
Познат још Старим Грцима, целер се може наћи у наслагама из 9. века п. н. е. код Кастанаса, као и из 7. века п. н. е. код Хераиона на Самосу. У Хомеровој Илијади Мирмидонови коњи пасу дивљи целер који расте у мочварама Троје, а у Одисеји се помињу ливаде љубичица и дивљег целера које окружују Калипсину пећину.
За целер се сматра да је никао из крви Кадмилоса, божанства које се слави на Самотраки, Лемносу и Теби. Мирисна арома тамна боја лишћа подстакла је повезаност са култом смрти. У старој Грчкој листови целера су коришћени за венце за покојника, као и за победника на истмијским играма, где су касније венци целера замењени крунама од бора. Према Плинију старијем (Познавање природе XIX XLVI), победник светог такмичења код Немеје такође је носио венац од целера.

## Разно
- Целер садржи андростерон, хормон за који се сматра да привлачи жене.
- Постоји веровање да је за људе тешко да сваре целер, да има 'негативне' калорије јер варење троши више калорија него што извлачи, и мада је овај учинак занемарљив, целер је и даље важан састојак у многим дијетама.
- Dr. Brown's производи безалкохолно пиће са укусом целера под именом Cel-Ray, које се продаје углавном у Њујоршкој области.
- Зечеви једу доста целера. Али не губе на тежини јер бактеријска флора која се налази у њиховом слепом цреву укључује и микро организме који могу да разграде целулозу из целера у облик који животиња може да апсорбује.
- Анафилаксија изазвана вежбањем се може погоршати једењем целера
- Веома сродна целеру Apium bermejoi sa ostrva Минорка је једна од најређих биљака у Европи са само 60 преосталих јединки.
- Јестива дршка целера не представља његово стабло као што се често мисли, већ је у ствари петељка листа.
- На филму ломљење дршки целера уз микрофон се користи за опонашање звука ломљења костију.
- Целер је забрањен на Гилингхемовом Пристфилд стадиону 1996. након што се голман жалио да га је погодио целер који су бацали навијачи.
- Код одређеног броја људи конзумирање целера изазива утрнуће језика.